# Wola Duchacka

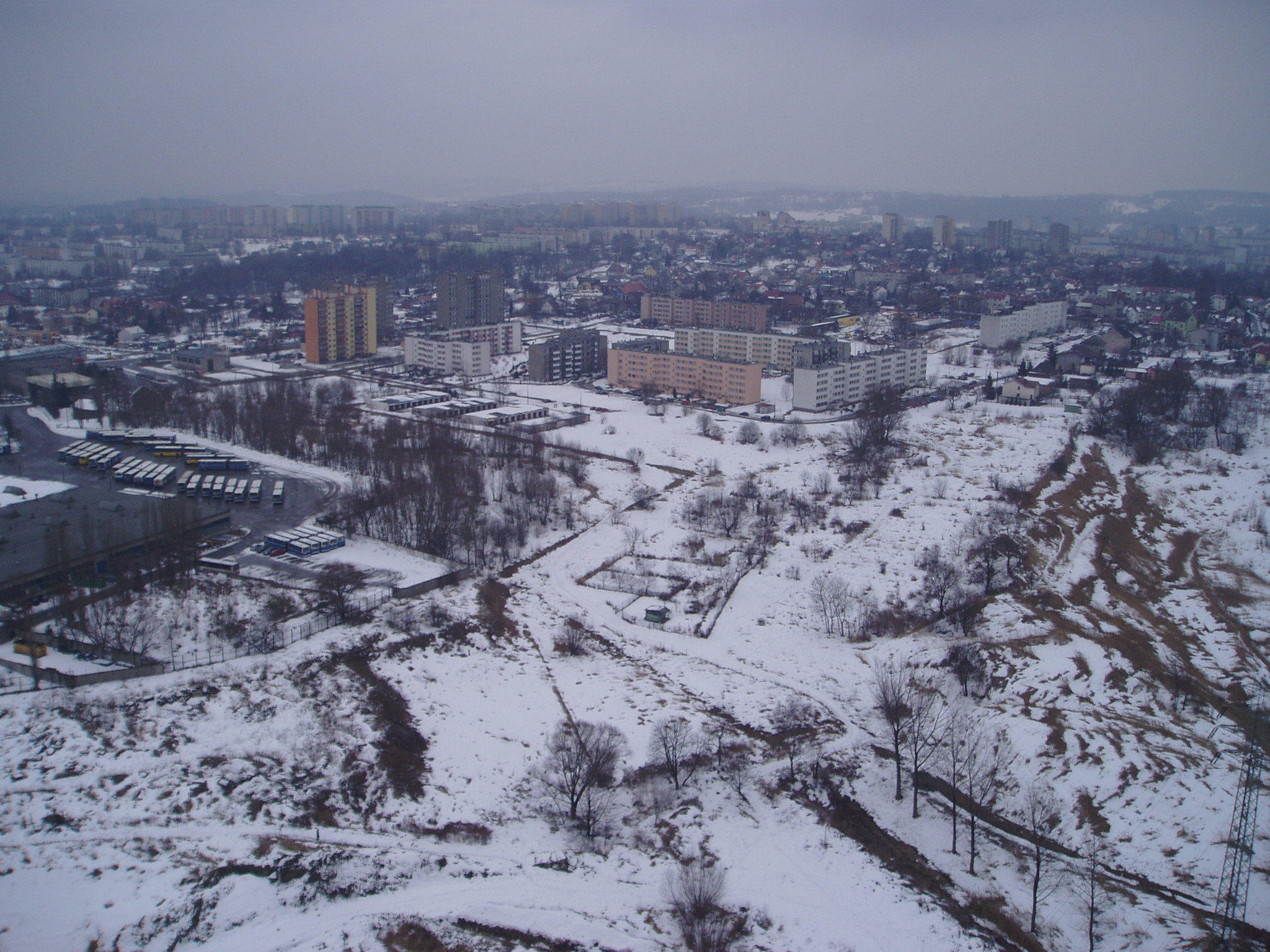
Wola Duchacka (2006)

Wola Duchacka – obszar Krakowa wchodzący w skład Dzielnicy XI Podgórze Duchackie.
Dzieli się na:
- Wolę Duchacką Wschód
- Wolę Duchacką Zachód

Wieś położona w końcu XVI wieku w powiecie szczyrzyckim województwa krakowskiego była własnością klasztoru kanoników regularnych Świętego Ducha w Krakowie. Do 1948 roku miejscowość była siedzibą gminy Wola Duchacka.
W zabudowie dominują osiedla mieszkaniowe (Na Kozłówce, Wola Duchacka-Wschód, Wola Duchacka-Zachód, bloki przy ulicy Gromady Grudziąż, wieżowce w okolicach ulicy Walerego Sławka). Obok osiedli blokowych w centrum dzielnicy, przy dawnej sieci drożnej skupiają się domy jedno- i dwurodzinne, wille w ogrodach oraz nieliczne zabytkowe domy. Znaczna część terenu zajęta jest przez obiekty o charakterze usługowo-handlowym (zajezdnia autobusowa MPK, cementownia, przedsiębiorstwa budowlane, bazy i składy, sklep ”Castorama”) oraz przemysłowymi (Krakowska Fabryka Kabli i galerię handlową „Bonarka”). Zabudowa poprzedzielana jest licznymi drogami, arteriami komunikacyjnymi, trakcjami tramwajowymi. Przez osiedle przepływa rzeka Wilga.
Na terenie Dzielnicy XI znajdują się rejony, których obszary są przeznaczone do nowoczesnej zabudowy. Powstały też liczne arterie komunikacyjne, a także obok rozwiniętej sieci linii autobusowych przeprowadzono linię tramwajową z pętlą na Kurdwanowie.
Obecnie mieszkańcy Woli Duchackiej należą do parafii: xx. Zmartwychwstańców przy ul. Szkolnej, nowo powstałej św. Kingi oraz do łagiewnickiej – Najśw. Serca Jezusowego.

## Położenie i dojazd
Wola Duchacka położona jest w Podgórzu, w południowej części Krakowa. Graniczy, w przybliżeniu:
- od południa z Kurdwanowem
- od północy z Krzemionkami
- od wschodu z osiedlem Piaski Nowe
- od zachodu z Łagiewnikami.

Na Kurdwanowie zaraz przy granicy z Wolą Duchacką, znajduje się pętla tramwajowa linii 6, 24 i 50 (Krakowski Szybki Tramwaj), ponadto dobrą komunikację zapewniają autobusy linii 107, 133, 164, 174, 179, 184, 204, 244, 484, 610 oraz 144, 173, 274, 304, 314, 503, 904 (stanowiące dojazd do osiedla Wola Duchacka od wschodniej strony).

## Historia

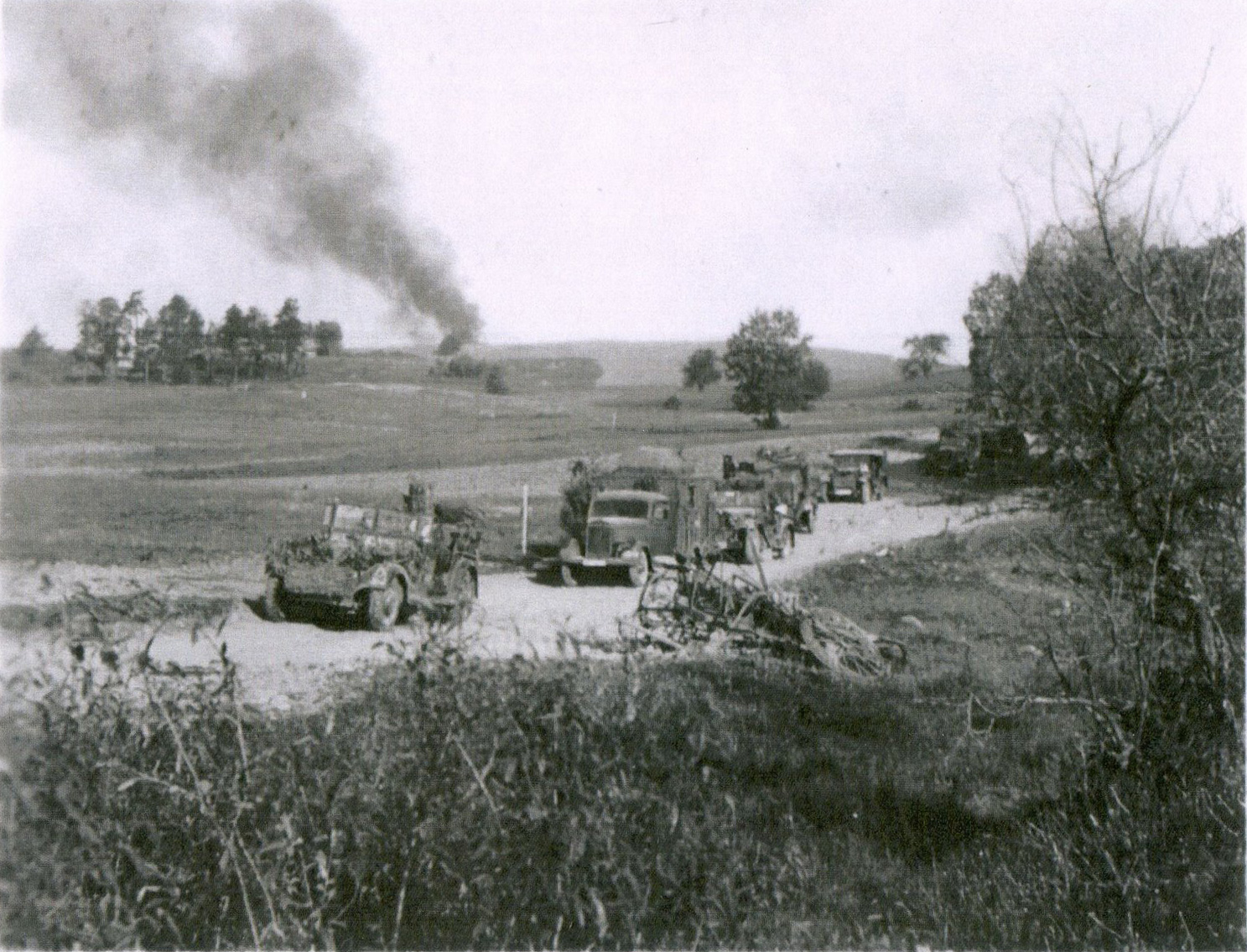
Wojska niemieckie wkraczają na Wolę Duchacką

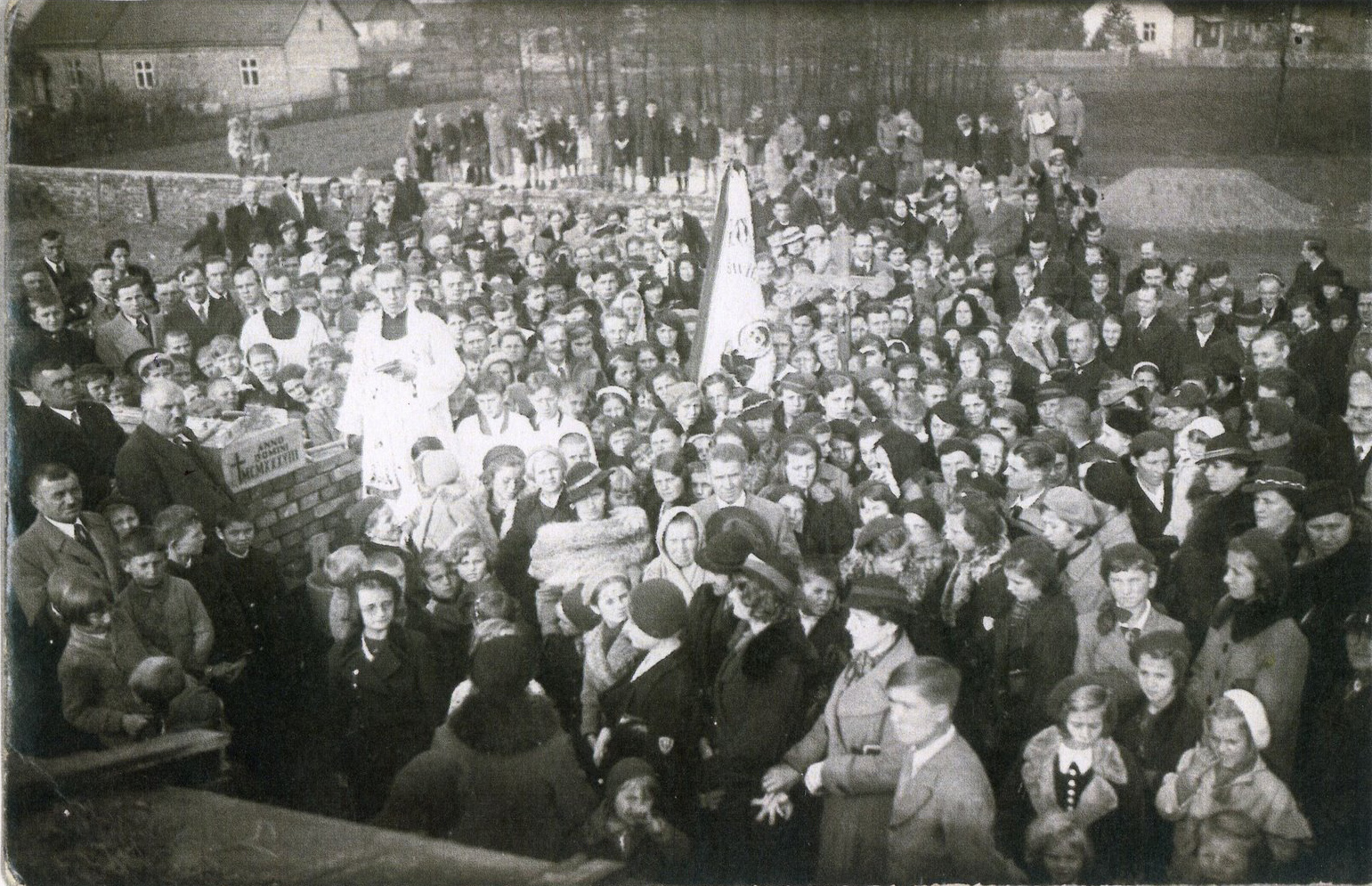
Poświęcenie kamienia węgielnego pod pierwszy kościół na Woli Duchackiej - rok 1939.

Historia Woli Duchackiej sięga neolitu, od tego okresu na zboczu Krzemionek, przy drodze handlowej do Wieliczki istniała osada, kolejno związana z kulturą łużycką, celtycką, scytyjską, pomorską, puchowską, przeworską, których ślady wykazały badania archeologiczne, prowadzone w okresie międzywojennym. W pobliżu osady od XI wieku znajdował się kościółek św. Benedykta, kopiec Krakusa i cmentarzysko.
Za Kazimierza Wielkiego, w 1364, roku lokowano wieś na prawie magdeburskim i nazwano ją Wolą, co oznaczało, że chłopom przez 8 lat przysługiwała wolnizna od opłat na rzecz zasadźcy tj. Rimerusa (określonego de Wolia retro montem Lasotinum). Lokacja objęła tereny po obu stronach doliny, wzdłuż strumienia. Prostopadle do obecnej ul. Malborskiej wytyczono łany sięgające na południu po bór stopniowo wytrzebiany. Po okresie wolnizny chłopi mieli płacić czynsz w postaci 8 skojców od łanu. W centrum wsi znajdowało się gospodarstwo sołtysa ze stawami - w tym miejscu ukształtował się później zespół dworski.
Właścicielem Woli i nieodległej Rżąki był Otton z Pilczy, zaś po jego śmierci wdowa, Jadwiga, córka Jana z Melsztyna, tytułująca się panią na Pilicy i Łańcucie. Jadwiga w 1403 roku zapisała połowę wsi Wola i Rżąka szpitalowi św. Ducha w Krakowie, zaś drugą połowę szpitalowi w Łańcucie. W 1418 obie wsie weszły do uposażenia Duchaków, co potwierdziła córka Ottona i Jadwigi Elżbieta Granowska, żona Władysława Jagiełły. W 1425 Duchacy otrzymali też sąsiednią wieś Kurdwanów
Pierwotnie Wola podlegała parafii św. Jakuba na Kazimierzu, jednak po przejściu na własność zakonu św. Ducha de Saxia zwanego Duchakami otrzymała przydomek Duchacka. Następnie w wieku XIX wieś dostała się w ręce prywatne. Wtedy to jeden z właścicieli stworzył zespół dworski (wraz z parkiem krajobrazowym). Z części Woli Duchackiej, Płaszowa, na początku XX wieku rozbudowano fabrykę kabli. W 1938 r. zakon Zmartwychwstańców zbudował we wsi kaplicę. W czasie hitlerowskiej okupacji w 1943 r. Wola wraz z innymi dzisiejszymi dzielnicami została wcielona do Krakowa. W latach 1975–88 wzniesiono kościół. W 1942 r. na pograniczu Woli Duchackiej, Podgórza i Płaszowa, na terenie dwóch żydowskich cmentarzy, gruntach żydowskiej gminy wyznaniowej oraz terenach prywatnych i miejskich hitlerowcy założyli obóz pracy przymusowej Plaszow, w 1944 r. przekształcony w obóz koncentracyjny, który zajmował powierzchnię 80 ha. Do dziś zachowały się fragmenty obozowej zabudowy. Natomiast w 1961 r. powstał rezerwat przyrody nieożywionej Bonarka.
Na przełomie lat 70. i 80. na Woli Duchackiej Zachód zaczęły powstawać osiedla bloków, do tego czasu większość jej obszaru stanowiły nieużytki. Ok. 2000 r. rozpoczęto odnowę elewacji bloków. Łącznie na Woli Duchackiej Wschód i Zachód znajduje się ponad 100 bloków mieszkalnych.
W granicach dzielnicy, tam, gdzie niegdyś znajdował się obóz koncentracyjny, znalazł się pomnik ofiar obozu ku czci pomordowanych ofiar niemieckiego faszyzmu ustawiony w 1964 r., a obok niego znajduje się pamiątkowy krzyż oraz głaz z napisem upamiętniający Żydów zamordowanych w obozie w Płaszowie 1943–45. Na pograniczu z Prokocimiem znajduje się pomnik upamiętniający miejsce masowej egzekucji mieszkańców w 1942.
W latach 1928–2000 na terenie Woli Duchackiej działał klub sportowy Kabel Kraków noszący początkowo nazwę Wolania. Obecnie mieści się tam centrum treningowe i stadion rezerw Cracovii.

## Obiekty

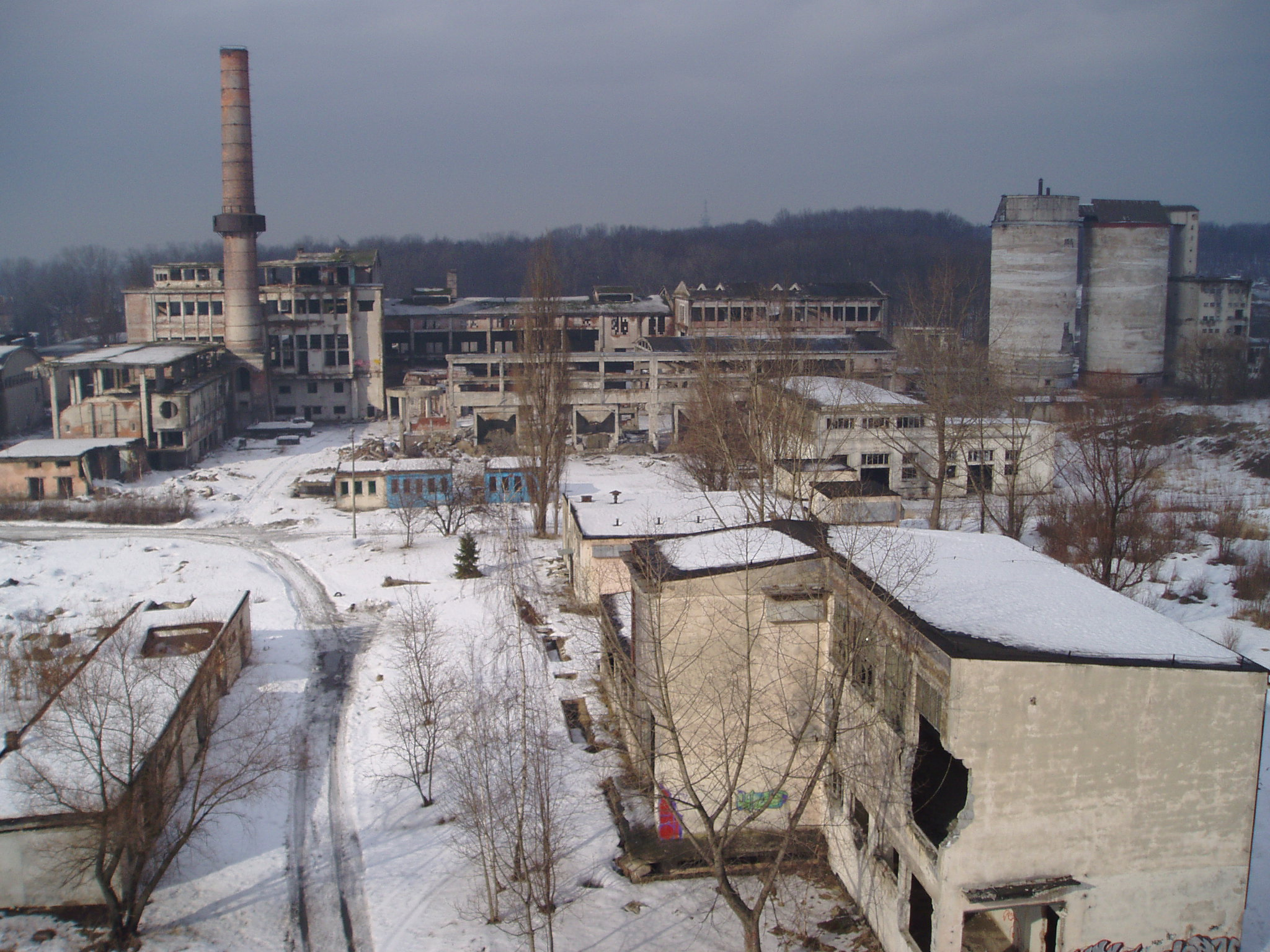
Ruiny Zakładów Chemicznych Bonarka – fotografia sprzed budowy centrum handlowego Bonarka City Center

Rozciągająca się z Kopca Krakusa panorama na dawną wieś ograniczoną terenami przemysłowymi Fabryki Kabli i kominami „Bonarki” przedstawia zieloną wysepkę zespołu podworskiego przytłoczoną blokowiskami.
Do ważniejszych i charakterystycznych obiektów Woli Duchackiej można zaliczyć:
- zajezdnię autobusową,
- centrum handlowe Bonarka City Center przy ulicy Puszkarskiej, powstałe na terenach Zakładów Chemicznych Bonarka
- budynek szkoły powszechnej z 1901 roku przy ul. Malborskiej 98, wzniesiony w 1939 roku. Po II wojnie znajdowała się w nim Szkoła Podstawowa nr 70, następnie Gimnazjum nr 27, a od 2010 działa w nim Szkoła Podstawowa im. bł. Celiny Borzęckiej[3][4]
- Młodzieżowy Dom Kultury przy ul. Beskidzkiej,
- szkoła podstawowa nr 90 i nr 55,
- gimnazjum nr 75
- Szkoła Przemysłu Skórzanego i Technikum Elektryczne

Istnieją plany zagospodarowania dwóch pofabrycznych obszarów:
- hałd byłej fabryki Solvay, obecnie są to pagórki porośnięte rzadką roślinnością, a na jednym z nich trwa budowa Centrum Jana Pawła II „Nie lękajcie się”, natomiast w przyszłości ma tu powstać kopiec Jana Pawła II.

## Galeria

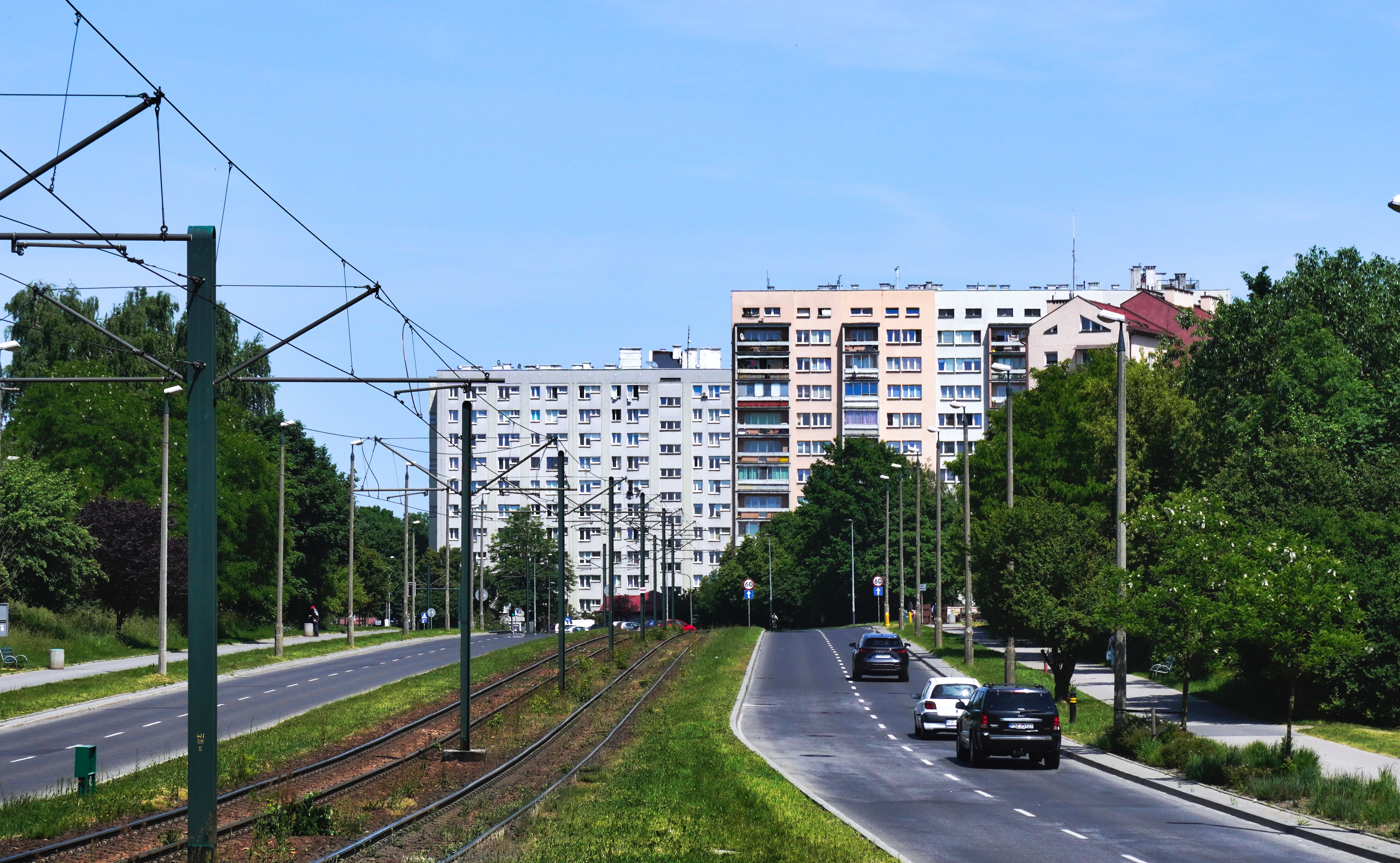
Ulica Nowosądecka
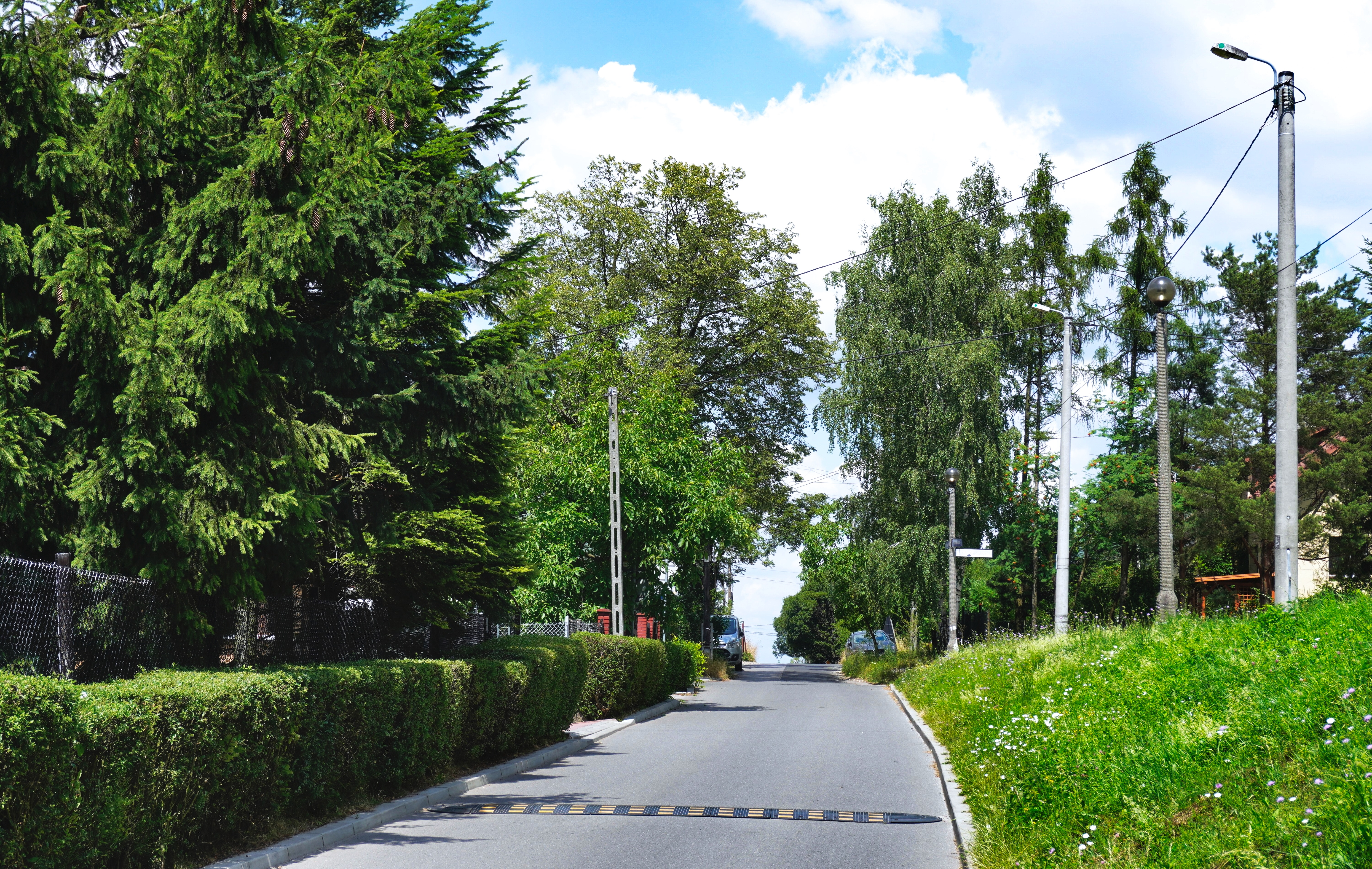
Ulica Turniejowa
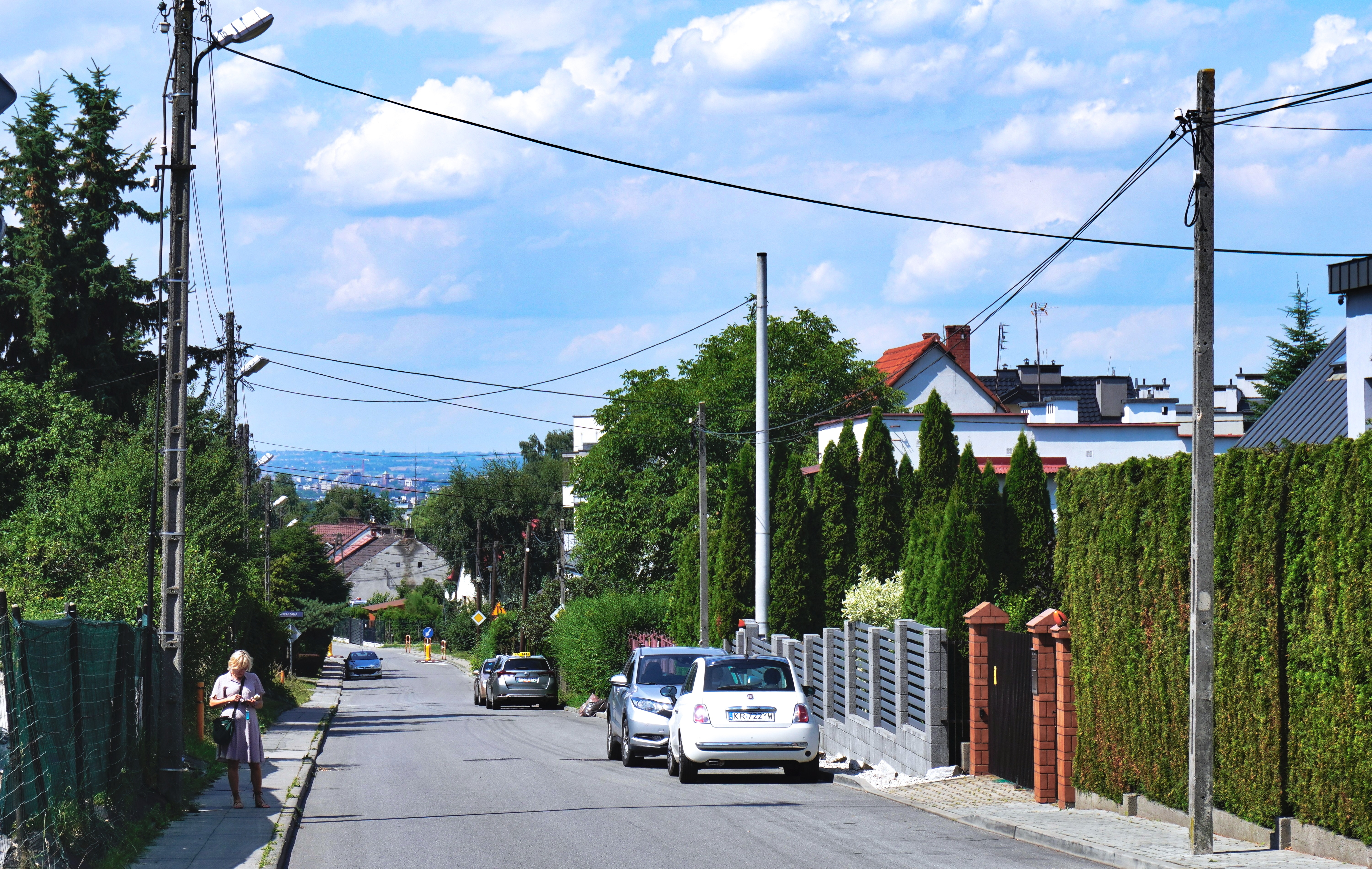
Ulica Alfreda Dauna
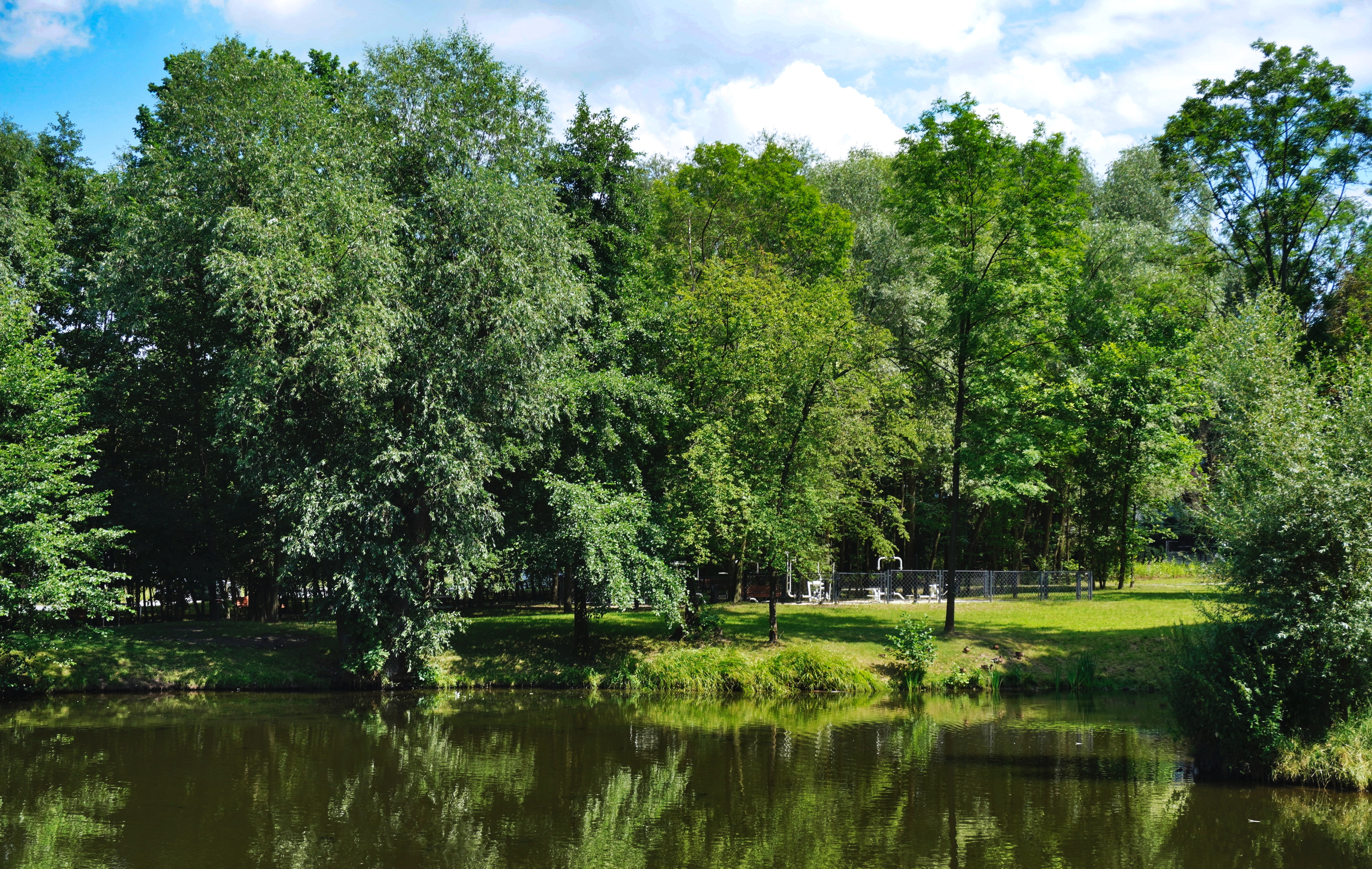
Park Duchacki